# Ústřední rada družstev
Ústřední rada družstev (ÚRD) byla řídící organizace družstevních podniků v Československu v letech 1948–1990. Byla členem Národní fronty Čechů a Slováků.
Historie českého družstevnictví je od svého počátku v roce 1847 charakterizována velkou rozmanitostí nejenom po oborové stránce (peněžní, spotřební, výrobní, zemědělská, stavební, divadelní, spisovatelská, velkoobchodní, pro výstavbu Petřínské rozhledny atd.), ale reprezentuje i různé podnikatelské a politické zájmy (družstva napojená na politické strany). To vedlo i k vytváření nejrůznějších centrálních družstevních organizací s větší či menší odvětvovou a územní působností, reflektující spíše osobní ambice svých představitelů, nežli skutečné potřeby hnutí.
Po šesti letech fašistické okupace se družstva aktivně zapojila do obnovy válkou zničeného národního hospodářství. Nová politická situace a zkušenosti z předválečného období vedly k dohodě, že pro dosažení silného a funkčního družstevnictví je důležité ustavení jediné centrální instituce. Již v roce 1945 začali představitelé všech stávajících družstevních svazů pracovat na vytvoření Ústřední rady družstev (ÚRD). Zvláštní komise připravila zákon o ÚRD, který byl již v srpnu 1945 předán ministru práce a sociální péče. K jeho schválení však došlo až o tři roky později v červenci 1948 a to již za zcela jiné politické situace. Prvním předsedou se tak stal komunista Antonín Zmrhal, který důsledně prosazoval linii KSČ. To vedlo k postupnému začlenění celé družstevní struktury do plánovitého hospodářství.
Přes veškeré pokroucení družstevních principů zůstala družstva jedinou trpěnou alternativou státního sektoru. I v plánovité ekonomice byla relativně hospodářsky samostatná a pokoušela se částečně konkurovat státnímu sektoru. Také ideologický tlak KSČ zde nebyl tak silný jako jinde.
Ústřední rada družstev tak stála v čele úsilí za uvolnění podnikání již koncem šedesátých a znovu osmdesátých let, ale hlavně po roce 1989. Nemusela projít složitým procesem privatizace a měla k dispozici i nemalé ekonomické zázemí a finanční prostředky. Nové vedení ÚRD v čele s předsedu Otou Karenem zajistilo rychlou ekonomickou transformaci nezemědělských družstev, která pod ÚRD spadala (spotřební, bytová a výrobní – zemědělská družstva byla převedena již v padesátých letech pod ministerstvo zemědělství) a iniciovalo nové podnikatelské projekty.
Není proto náhodou, že první soukromou bankou po roce 1989 byla Coop Banka a první soukromou pojišťovnou Kooperativa. Ústřední rada družstev iniciovala rovněž přijetí zákona o stavebním spoření a o družstevních záložnách. Ústřední rada družstev byla v roce 1990 přejmenována na Družstevní unii České a Slovenské federativní republiky a po rozdělení Československa v roce 1993 vznikla Družstevní asociace ČR a Družstevná unia Slovenské republiky.

## Členské svazy
| Název                               | V letech  |
| ----------------------------------- | --------- |
| Český svaz spotřebních družstev     | 1969–1990 |
| Český svaz výrobních družstev       | 1969–1990 |
| Český svaz bytových družstev        | 1969–1990 |
| Slovenský svaz spotřebních družstev | 1969–1990 |
| Slovenský svaz výrobních družstev   | 1969–1990 |
| Slovenský svaz bytových družstev    | 1969–1990 |

ÚRD úzce spolupracovala se samostatným Svazem družstevních rolníků, zájmovou organizací JZD.